# Balaton Akadémia
A Balaton Akadémia oktatási intézmény, táj- és magyarságkutató központ. dr. Szijártó István hozta létre, szervezte meg és igazgatta. A Veszprém Megyei Közgyűlés 1992-ben adta (99 évre) a Balaton Akadémia (BA) használatába a balatonalmádi – vörösberényi, volt jezsuita kolostor épületét, ahol 1993-ban megkezdte működését a Gábor Dénes Főiskola önálló oktatási egységeként, kampuszaként.
1995-től Balatonbogláron is folyt BA-képzés ugyancsak a GDF informatikai mérnök, műszaki menedzser szakirányba, összesen 150 végzett diákja volt a Balaton Akadémiának - állami támogatás nélkül.
Jelmondata (Szent István király Intelmei alapján): SIS HONESTUS! (Légy becsületes, Becsüld az embereket!)
A Balaton Akadémia az oktatási alapfeladat mellett kulturális központként működött, és azt az 1997-ben visszavett vörösberényi székhely hiányában is folytatta Balatonőszödön (2001–2002) és Keszthelyen (2003-tól) nemzeti misszióját: nyilvános tanulmányi rendezvényekkel, könyvsorozatok kiadásával, A Balaton Akadémia Táj és Magyarságkutató Központ létrehozásával. A küldetésnyilatkozata 1991-es.